# 掀开面纱
《掀开面纱》（英語：The Lifted Veil）是乔治·艾略特发表的中篇小说，在1859年首次出版，但是其风格完全不像艾略特以前现实主义的风格。小说探索的主题是超感知觉，世俗生活的本质以及每一个可能的来生和生命之力。这篇小说素材的大部分是来自于维多利亚时代的恐怖传说以及乡间秘闻，其中包含的素材有玛丽·雪莱的《科学怪人》（1818）以及罗伯特·路易斯·史蒂文森的《化身博士》（1886）和布莱姆·斯托克的《德古拉》（1897）。

## 主要情节介绍
拉蒂默是一个说话并不怎么可信的人，并且拉蒂默相信他受到了一种诅咒，诅咒导致他获得了两项非凡的能力—预见未来和识破别人的思想。然而就是这种他厌恶的能力，却帮助他避免了在日内瓦上学时遭受儿童疾病的困扰。拉蒂默最终相信了这种能力的存在，并且他最初的两个预言已经按照他的方式实现了。一个是在人行道上彩虹灯光被奇怪的遮住了和一组简单的只有几个字的对话，但是拉蒂默从那以后就越来越厌恶这种可以识破他人思想的能力。
拉蒂默非常迷恋贝莎，但是贝莎是他哥哥的未婚妻，她孤傲而又迷人。奇怪的是拉蒂默的能力在贝莎身上却不能够得以展现，她的动机以及思想对拉蒂默来说异乎寻常。在他哥哥去世以后，拉蒂默迫不及待的迎娶了贝莎，但是这段婚姻却随着拉蒂默逐渐认识到贝莎那多疑而又喜欢指使他人的天性而最终破裂。拉蒂默的朋友查尔斯·莫尼耶是一位科学家，他把自己身上的血输给了贝莎最近已故的女仆，令人意想不到的奇迹发生了，女仆竟然恢复了生命并且指责贝莎想要毒死拉蒂默。故事的结局是：贝莎最终逃走了，并且拉蒂莫像他最终给自己预言的那样-过了没几日他就离开了这个充满欲望的世界。